# 보풀 제거기

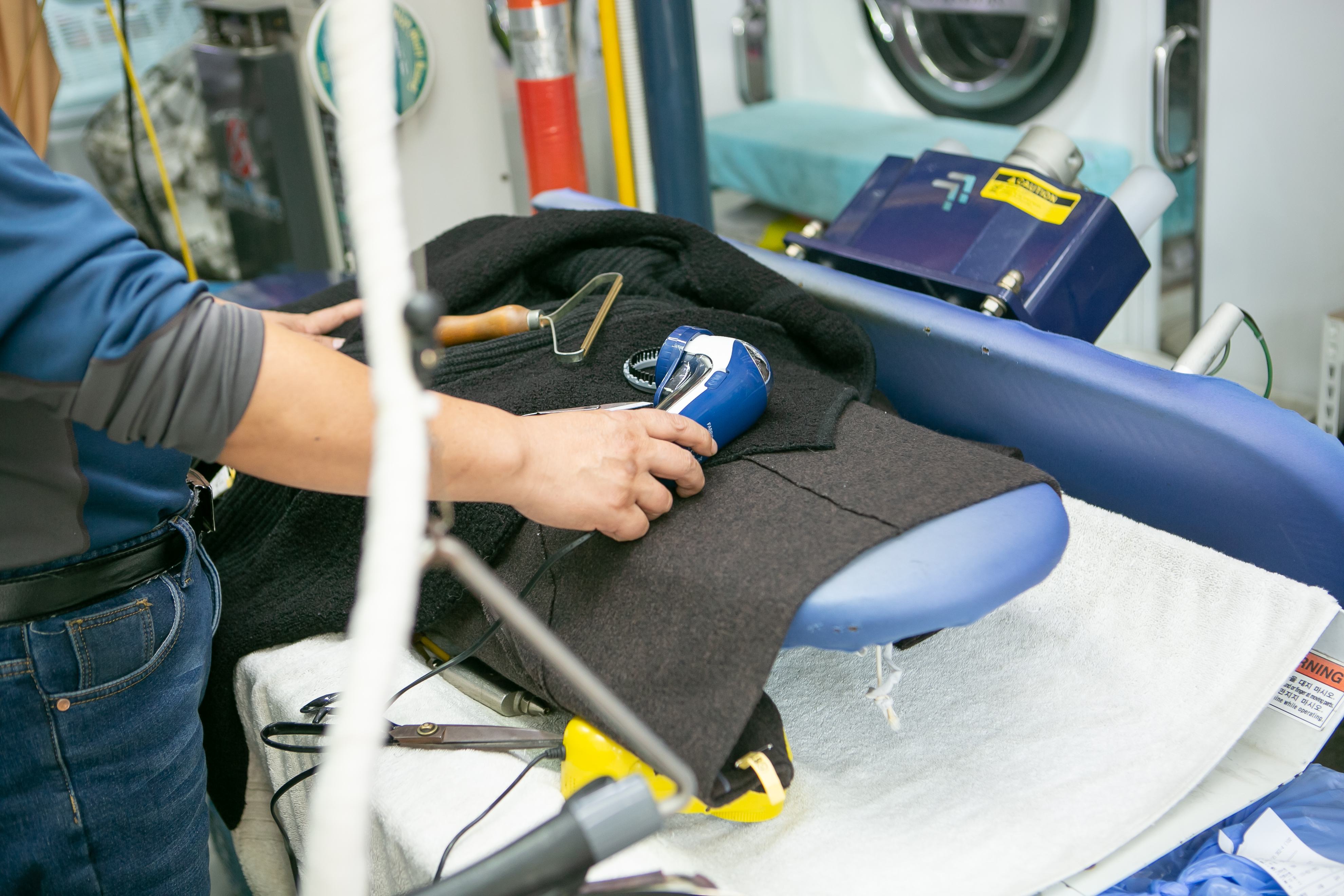
아이프리 보풀제거기

보풀 제거기(영어: fabric shaver)는 의류, 침구류, 커튼이나 카펫과 같은 천으로 이루어진 생활용품에 생기는 보풀을 회전하는 칼날을 이용하여 제거하는 손바닥 크기의 전자제품이다. 칼날을 덮고있는 칼날망이 제품 손상을 막아준다. 근래 사용되는 보풀제거기의 경우 스웨터, 후드, 맨투맨등의 의류 보풀제거용이 많으며, 앙고라, 캐시미어나 울로 만들어진 의류에 주로 사용된다.
전원은 충전식과 건전지식이 있으며, 제품의 사용도에 따라 칼날의 높이를 조절 할 수 있는 보풀 제거기도 시중에 판매되고 있다.

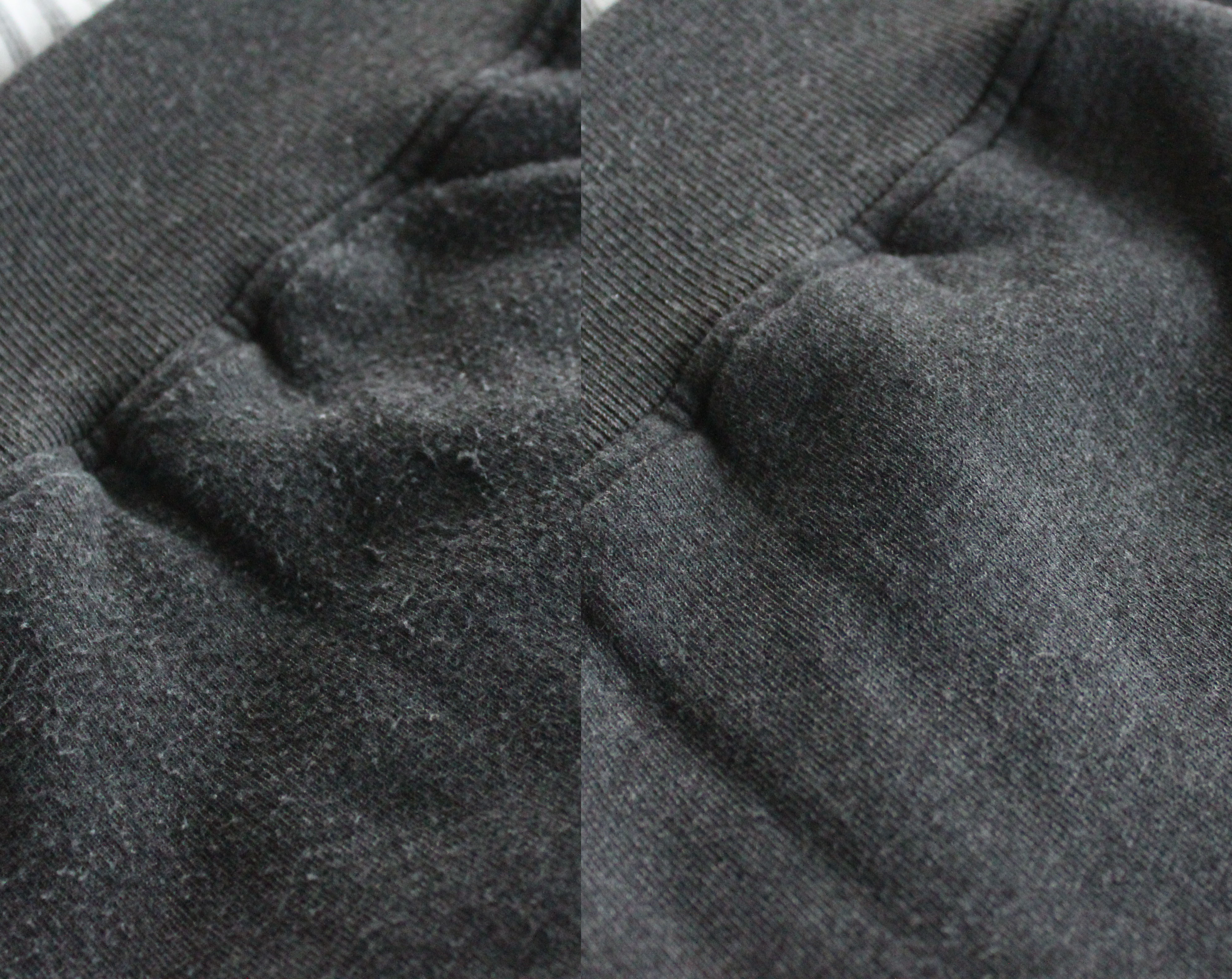
보풀 제거 전/후